# Зубайр
Зубайр, Ез-Зубайр — одне з найбільших у світі нафтових родовищ. Розташоване в Іраку (Нафтогазоносний басейн Перської затоки) поблизу м. Басра.

### Клімат
Родовище знаходиться у зоні, котра характеризується кліматом тропічних пустель. Найтепліший місяць — липень із середньою температурою 35.8 °C (96.4 °F). Найхолодніший місяць — січень, із середньою температурою 12.5 °С (54.5 °F).
| Клімат Зубайра          | Клімат Зубайра | Клімат Зубайра | Клімат Зубайра | Клімат Зубайра | Клімат Зубайра | Клімат Зубайра | Клімат Зубайра | Клімат Зубайра | Клімат Зубайра | Клімат Зубайра | Клімат Зубайра | Клімат Зубайра | Клімат Зубайра |
| Показник                | Січ.           | Лют.           | Бер.           | Квіт.          | Трав.          | Черв.          | Лип.           | Серп.          | Вер.           | Жовт.          | Лист.          | Груд.          | Рік            |
| Середня температура, °C | 12,5           | 14,9           | 19,4           | 24,5           | 30,8           | 34,1           | 35,8           | 35             | 32,5           | 27,3           | 19,8           | 14,1           | 25,1           |
| Норма опадів, мм        | 31.4           | 19.9           | 17.2           | 14.8           | 4.7            | 0              | 0              | 0              | 0.1            | 3              | 16.9           | 24.6           | 132.6          |
| Днів з опадами          | 6,3            | 4,9            | 5              | 3,8            | 1,9            | 0,1            | 0              | 0              | 0,1            | 1,4            | 3,5            | 5,3            | 32,3           |
| Вологість повітря, %    | 70.2           | 62.8           | 54             | 47.7           | 38.6           | 33.5           | 32             | 33.6           | 36.7           | 46.4           | 59.1           | 68.7           | 48.6           |
| ----------------------- | -------------- | -------------- | -------------- | -------------- | -------------- | -------------- | -------------- | -------------- | -------------- | -------------- | -------------- | -------------- | -------------- |
| Джерело: Weatherbase    |                |                |                |                |                |                |                |                |                |                |                |                |                |

## Історія
Відкрите в 1949.

## Характеристика
Початкові запаси нафти -1020 млн т, газу — 140 млрд м3. Залягає в антиклінальній складці платформеного типу розміром 60х8 км, амплітуда 210 м. Нафта добувається в основному з нижньокрейдових пісків і пісковиків світи зубайр на глиб. 3000-3500 м, а також з верхньокрейдових вапняків світи мішріф на глиб. 2280 м. Нафта є також в карбонатних відкладах ниж. міоцену на глиб. бл. 300 м. Поклади пластові склепінчасті. Колектори ґранулярного типу, пористість 20 %, проникність 400 мД. Поч. пластовий тиск 37,6 МПа. Густина нафти 845 кг/м3, в'язкість 4,0 СПз, вміст сірки 1,9 %.